# Rita chrysea
Rita chrysea es una especie de peces de la familia Bagridae en el orden de los Siluriformes.

## Morfología
Los machos pueden llegar alcanzar los 19,5 cm de longitud total.

## Reproducción
Tiene lugar durante los meses del monzón.

## Hábitat
Es un pez de agua dulce y de clima tropical.

## Distribución geográfica
Se encuentran en Asia:  cuenca del río Mahanadi en Orissa y Madhya Pradesh (India ).